# Winnetou 2
Winnetou 2 (titlul original: în germană Winnetou 2. Teil) este un film de aventuri western, coproducție vest-germano–italo-franco-iugoslav, realizat în 1964 de regizorul Harald Reinl, 
după romanul scriitorului Karl May, protagoniști fiind actorii Lex Barker, Pierre Brice, Anthony Steel și Karin Dor.

## Rezumat
Șeful Apaș Winnetou și Old Shatterhand luptă încă o dată cu criminalii albi care vor să zădărnicească pacea dintre guvernul american și indieni, în scopuri egoiste. Winnetou se îndrăgostește de Ribanna, frumoasa fiică a șefului de trib de indieni Assiniboini, dar trebuie să renunțe la fericirea de a fi lângă ea, pentru ca ea să se poată căsători cu un ofițer alb ca o dovadă de pace între „Pieile roșii” și „albi”.

## Distribuție
- Lex Barker – Old Shatterhand
- Pierre Brice – Winnetou
- Anthony Steel – Forrester
- Karin Dor – Ribanna
- Klaus Kinski – Luca
- Renato Baldini – colonelul Merril
- Mario Girotti – locotenentul Robert Merril
- Marie-Noëlle Barre – Susan Merril
- Ilija Ivezić – Red
- Velimir Hitil – Carter
- Stole Arandjelović – Caesar
- Djordje Nenadović – căpitanul Bruce
- Mirko Boman – Gunstick Uncle
- Rikard Brzeska – Jesse
- Eddi Arent – lordul Castlepool